# Chriolepis benthonis
 Chriolepis benthonis és una espècie de peix de la família dels gòbids i de l'ordre dels cipriniformes que es troba a Yucatán (Mèxic).